# Ryozo Suzuki
Ryozo Suzuki (鈴木 良三 Suzuki Ryōzō?,  nacido el 20 de septiembre de 1939 en Urawa (actualmente Saitama), Saitama) es un exfutbolista japonés que se desempeñaba como defensa.
Suzuki jugó 24 veces para la selección de fútbol de Japón entre 1961 y 1968. Fue elegido para integrar la selección nacional de Japón para los Juegos Olímpicos de Verano de 1964 y 1968.

## Trayectoria

### Clubes
| Club    | País  | Año         |
| ------- | ----- | ----------- |
| Hitachi | Japón | 1962 - 1970 |

### Selección nacional
| Selección | País  | Año         |
| --------- | ----- | ----------- |
| Absoluta  | Japón | 1961 - 1968 |

## Estadística de equipo nacional
| Selección de Japón | Selección de Japón | Selección de Japón |
| Año                | Part.              | Goles              |
| ------------------ | ------------------ | ------------------ |
| 1961               | 1                  | 0                  |
| 1962               | 7                  | 0                  |
| 1963               | 5                  | 0                  |
| 1964               | 2                  | 0                  |
| 1965               | 1                  | 0                  |
| 1966               | 6                  | 0                  |
| 1967               | 0                  | 0                  |
| 1968               | 2                  | 0                  |
| Total              | 24                 | 0                  |

## Palmarés

### Distinciones individuales
| Distinción                                      | Año  |
| ----------------------------------------------- | ---- |
| Inducido al Salón de la Fama del fútbol japonés | 2010 |